# Bittersweet White Light
Bittersweet White Light (en español: Luz Blanca Agridulce) es el noveno álbum de estudio de la cantante estadounidense Cher, fue lanzado en 1973 a través de MCA Records. Es casi en su totalidad, un álbum de versiones.

## Información del álbum
Éste quizás sea la producción más moderna que la diva lanzó en los años 70s. Al igual que su predecesor Foxy Lady, Bittersweet White Light resultó ser un fracaso comercial ya que no apareció en los listados de música.
En 1999 el álbum se relanzó con una recopilación especial llamada "Bittersweet: The Love Songs Collection", la cual reunió los mismos temas del álbum y otros también lanzados en la década de los 1970.

## Lista de canciones
Lado A
1. "By Myself" (A. Schwartz, Howard Dietz) – 3:24
2. "I Got It Bad and That Ain't Good"  (Duke Ellington, Paul Francis Webster) – 3:47
3. "Am I Blue" (Grant Clarke, Harry Akst) – 3:43
4. "How Long Has This Been Going On" (George Gershwin, Ira Gershwin) – 4:20
5. "The Man I Love" (George Gershwin, Ira Gershwin) – 4:27

Lado B
1. "Jolson Medley"1 (Al Jolson, DeSlyva, Schwarz, Young, Brown, Henderson, Lewis, Donaldson) – 4:12
2. "More Than You Know" (Vincent Youman, Billy Rose, Edward Eliscu) – 3:41
3. "Why Was I Born" (Jerome Kern, Oscar Hammerstein II) – 2:45
4. "The Man That Got Away" (Harold Arlen, Ira Gershwin) – 4:13